# Egbert Greven

Egbert Greven zeigt eines seiner Bilder. Aus Urheberrechtsgründen wurde das Bild entfernt, so dass hier nur ein leerer Rahmen zu sehen ist. Aufgenommen im Mai 2015.

Egbert Greven (* April 1941 in Neustadt, Oberschlesien; † 1. Februar 2018 in Murnau am Staffelsee) war ein deutscher Karikaturist, Grafiker und Galerist.

## Leben
Egbert Greven stammt aus Oberschlesien, seine Familie musste im Zweiten Weltkrieg von dort fliehen, kam nach Niederbayern und weiter nach Nordrhein-Westfalen. Nach seiner Schulausbildung begann er im Alter von 13 Jahren eine Ausbildung zum Plakat- und Dekorationsmaler in einem Kaufhaus. Nach drei Jahren folgte ein Studium an der Werkkunstschule Dortmund im Fach Gebrauchsgrafik.
Nachdem er 1976 oder 1977 ins oberbayerische Penzberg geheiratet hatte, arbeitete er im dortigen Boehringer-Werk im Ausstellungsbau und mit zunehmender Häufigkeit als freiberuflicher Illustrator sowie später bis 1997 beim Rundschau-Verlag.
Im Jahr 1990 begründete er mit den Iffeldorfer Kulturbegegnungen die Iffeldorfer Meisterkonzerte, deren Leiter er bis 2014 war. Im selben Jahr zog er auch nach Iffeldorf. 1998 gründete er dort die Galerie „schön+bissig“, mit der er 2015 nach Penzberg zurückkehrte.
Im Jahr 2004, als Greven zum zweiten Mal nach 2002 am Internationalen Cartoon-Wettbewerb im japanischen Kyōto teilnahm und eine Bronzemedaille erhielt, bekam er das Angebot einer Gastprofessur an der dortigen Seiko-Universität, das er jedoch aufgrund seines Engagements in Iffeldorf ablehnte.
Bereits im Jahr 2001 erhielt er eine Krebsdiagnose. Am 1. Februar 2018 starb Greven in der Unfallklinik Murnau. Er hinterließ zwei Töchter und drei Enkelkinder.
Greven arbeitete nie am Computer, sondern ausschließlich analog.

## Preise und Auszeichnungen
- 1989, 1990: Erste Preise bei der Auswahl des Münchner Faschingsplakats[1]
- 2002: Bundesverdienstkreuz
- 2004: Bronzemedaille beim Internationalen Cartoon Wettbewerb in Kyōto[1]
- 2008: Bezirksmedaille in Gold des Bezirks Oberbayern[8]
- 2010: Kulturpreis der Gemeinde Iffeldorf[9]
- 2014: Kulturpreis der Stadt Penzberg[1]

## Ausstellungen (Auswahl)
- 1988: Mensch Umwelt, Düsseldorf
- 1989: Cartoon-Ausstellung 2000 Jahre Bonn
- 1989: 16. Internationale Ausstellung Humor Brasilien
- 1992: Hilfe, wir leben noch, Schloss Benrath, Düsseldorf
- 1996: Musiker sind auch nur Menschen, Berliner Philharmonie
- 2002: König Ludwig – „Nie sollst Du mich befragen“, Sommerhausen / Würzburg
- 2003: Einzelausstellung, Museum Penzberg
- 2004: Musiker-Portraits, Schloss Cappenberg
- 2006: Mozart – Szenen aus dem Leben eines Genies, Bayerischer Rundfunk
- 2007: Ich hasse die moderne Kunst, Weilheim in Oberbayern
- 2016: Kunststücke, Komische Pinakothek, München